# Gesamtanlage Berneck

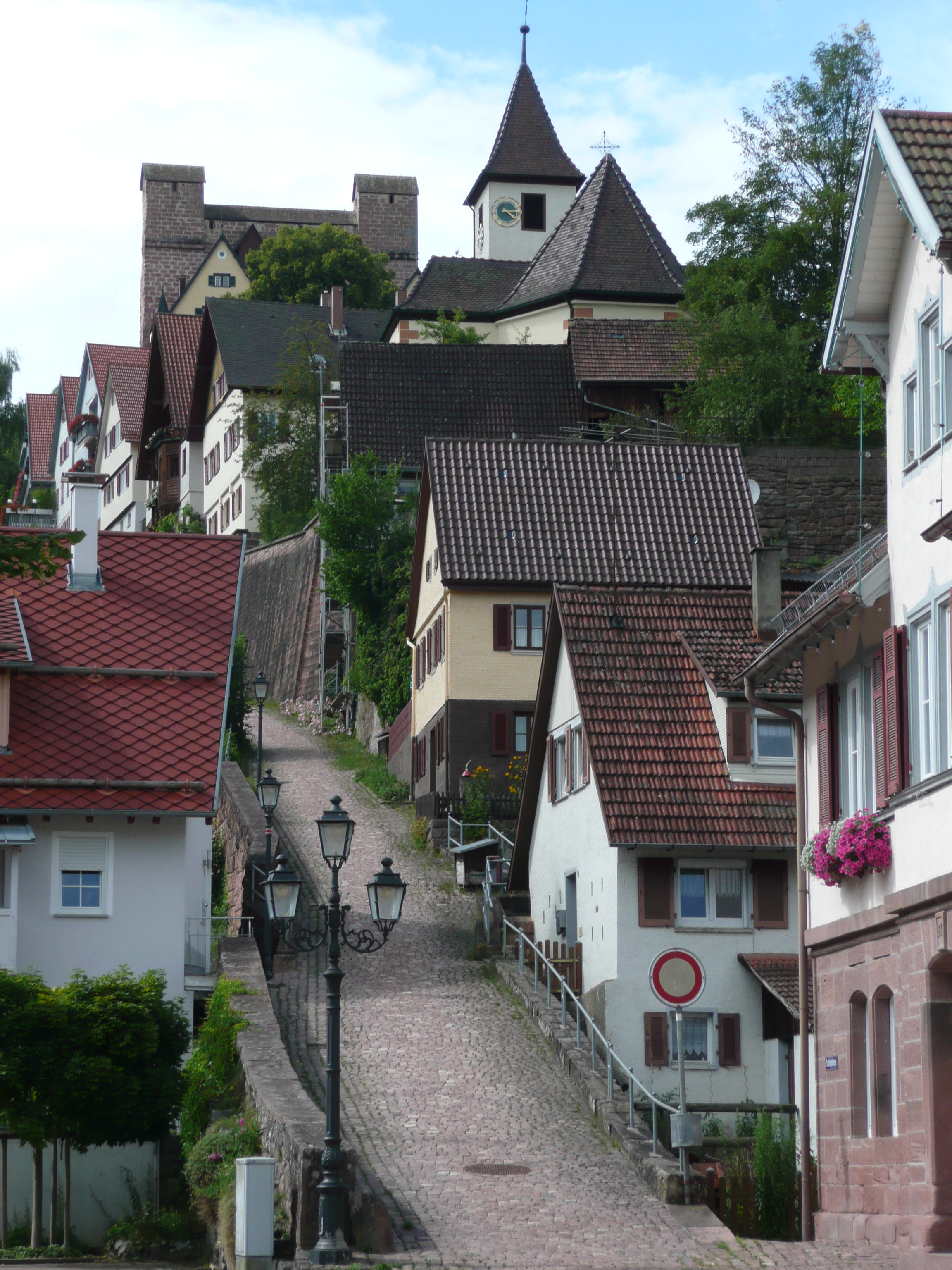
Altstadt von Berneck

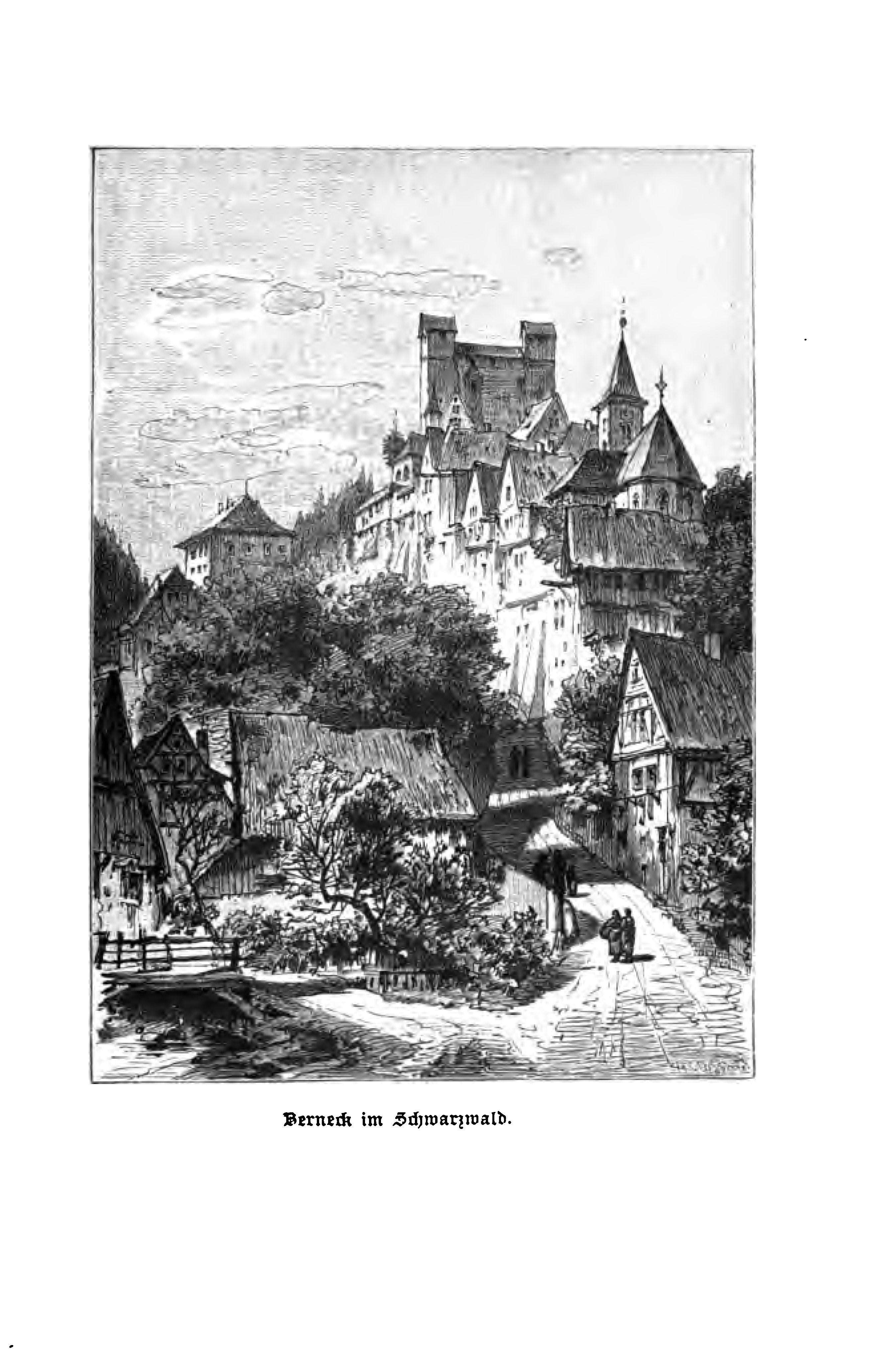
Zeichnung von Robert Stieler (1887)

Die Gesamtanlage Berneck in Berneck, einer ehemaligen Stadt und heutigem Stadtteil von Altensteig im Landkreis Calw in Baden-Württemberg, besteht aus dem Gebiet der im 14. Jahrhundert aus der Bernecker Burg und ihrem Burgweiler hervorgegangenen Oberstadt auf dem Bergsporn zwischen Köllbach- und Bruderbachtal sowie der vorgelagerten jüngeren Bebauung mit Mühlweiher in der Talsohle.
Berneck ist eine der kleinsten mittelalterlichen Stadtanlagen im nördlichen Schwarzwald. Die Oberstadt hat sich ihre ursprüngliche Silhouette und Struktur bewahrt. Das Stadtbild bestimmt immer noch die mächtige Schildmauer des Oberen Schlosses, die evangelische Pfarrkirche und die über den steilen Hängen auf der ehemaligen Stadtmauer aufsitzenden giebelständigen Wohnhäuser. 
Aufgrund dieser Bedeutung ist Berneck seit 1983 eine Gesamtanlage gemäß § 19 des Denkmalschutzgesetzes, an deren Erhaltung ein besonderes öffentliches Interesse besteht.